# IPhone OS 6
iOS 6 és la sisena versió principal del sistema operatiu mòbil iOS desenvolupat per Apple Inc, sent el successor d'iOS 5. Es va anunciar a la Conferència Mundial de Desenvolupadors de la companyia l'11 de juny de 2012 i es va llançar el 19 de setembre de 2012. Va ser succeït per iOS 7 el 18 de setembre de 2013.
iOS 6 va introduir una nova aplicació Apple Maps, que va substituir Google Maps com a servei de mapes predeterminat per al sistema operatiu; una aplicació de podcasts dedicada, com a ubicació central per a podcasts; i una aplicació Passbook, per gestionar diferents tipus de bitllets, targetes d'embarcament, cupons i targetes de fidelització. L'App Store va rebre una revisió visual, amb un disseny d'aplicació basat en targetes i algorismes de cerca millorats. La integració de Facebook es va afegir al sistema operatiu, permetent missatges d'estat, com ara botons, i la sincronització de contactes i esdeveniments amb diverses aplicacions d'Apple. Els nous controls de privadesa van oferir als usuaris permisos d'aplicacions més detallats, així com una opció per evitar la publicitat dirigida. Siri es va ampliar a més dispositius i es va actualitzar amb més funcionalitats, com ara la possibilitat de fer reserves de restaurants, llançar aplicacions, recuperar ressenyes de pel·lícules i estadístiques esportives i llegir articles del Centre de notificacions. iOS 6 també va afegir suport LTE per a més operadors, la possibilitat de comprar entrades de pel·lícules a través de Fandango amb Siri (només als EUA), un botó nou per restablir l'identificador de publicitat i millores a Maps al Japó. A més, iOS 6 ha millorat les aplicacions Fotos i Càmera, permetent als usuaris compartir fotos amb iCloud Photo Stream, afegir filtres a les fotos de la càmera i fer fotos panoràmiques. L'aplicació Telèfon també va rebre algunes millores, com ara l'opció de respondre amb un missatge o establir un recordatori de devolució de trucada quan es rebutja una trucada i la possibilitat d'activar el mode No molestar.
iOS 6 va rebre crítiques positives. Els crítics van assenyalar que el sistema operatiu no va oferir cap millora significativa de velocitat ni redissenys importants, sinó que es va centrar en els perfeccionaments, amb un consens general que Apple "no està revisant les coses per això". iOS 6 no va "canviar completament la manera d'utilitzar el dispositiu", però "cadascun dels retocs farà que moltes accions diàries dels telèfons intel·ligents siguin més fàcils a tots els nivells", i els crítics van elogiar el refinament d'"alguna cosa que ja funciona molt bé" com "alguna cosa". altres empreses farien bé d'emular".
El llançament d'Apple Maps, però, va generar crítiques importants, a causa de dades inexactes o incompletes. Els problemes van provocar una carta oberta de disculpes del CEO d'Apple, Tim Cook. Scott Forstall, que havia supervisat el desenvolupament d'iOS des dels seus inicis, va anunciar la seva sortida de l'empresa poc després del llançament d'iOS 6.
iOS 6 és l'última versió d'iOS que admet l'iPhone 3GS i l'iPod Touch de quarta generació. iOS 6 també és l'últim iOS amb el disseny esqueuomorf.

## Història
iOS 6 es va presentar a l'Apple Worldwide Developers Conference l'11 de juny de 2012.
iOS 6 es va llançar oficialment el 19 de setembre de 2012.

## Característiques del sistema

### Siri
L'assistent personal intel·ligent Siri d'Apple, introduït a iOS 5 amb el llançament de l'iPhone 4s, es va actualitzar per incloure la possibilitat de fer reserves de restaurants, llançar aplicacions, llegir articles del Centre de notificacions, dictar actualitzacions de Facebook i Twitter, recuperar ressenyes de pel·lícules, detallar estadístiques esportives i molt més.

### Integració de Facebook
Facebook es va integrar en diverses aplicacions natives d'Apple amb iOS 6. Es podia accedir directament a les funcions de Facebook des d'aplicacions natives com Calendar, que podria sincronitzar esdeveniments de Facebook; Contactes, que podia mostrar informació d'amics de Facebook, i l'App Store i el Game Center, que inclouen el botó M'agrada de Facebook; així com a través d'un giny al Centre de notificacions, que permetia als usuaris publicar actualitzacions d'estat a la xarxa social.

### Configuració
L'aplicació Configuració va rebre diversos canvis a iOS 6. La icona es va revisar perquè coincideixi amb la icona de Preferències del sistema utilitzada a OS X i es va afegir un mode "No molestar", que permet als usuaris desactivar els sons del telèfon. Les opcions addicionals per al mode No molestar inclouen poder permetre trucades telefòniques d'un grup específic de contactes i permetre el so a la segona trucada si algú truca repetidament. Apareixerà una icona de lluna creixent a la barra d'estat quan el mode No Molestis estigui habilitat.